# Álvaro González de Galdeano
Álvaro González de Galdeano Aranzábal (Vitoria, 3 gennaio 1970) è un dirigente sportivo ed ex ciclista su strada spagnolo di origine basca.
Professionista dal 1992 al 2004, vinse una tappa al Giro d'Italia e una alla Vuelta a España. Dal 2010 al 2013 è stato direttore tecnico dell'Euskaltel-Euskadi.

## Carriera
Fratello maggiore di Igor González de Galdeano, ha debuttato nel professionismo nel 1992 con il team spagnolo Artiach. Nel 1995 si è trasferito all'Euskadi unitamente al fratello appena passato professionista, con cui ha condiviso tutta la carriera, approdando in seguito a Vitalicio Seguros e ONCE (poi rinominata in Liberty Seguros).
L'anno più ricco di risultati è stato il 2000, quando si è aggiudicato una tappa al Giro d'Italia, una alla Vuelta a España, nonché la maglia di campione spagnolo su strada. Nella stessa stagione è tuttavia incappato in un controllo antidoping, realizzato in agosto al Gran Premio de Llodio, che ha evidenziato l'utilizzo di nandrolone. La squalifica, arrivata nel mese di ottobre, lo ha obbligato a sei mesi di sospensione, poi ridotti a tre.
Altri risultati di rilievo da lui conseguiti sono le due tappe vinte alla Vuelta a Asturias ed i tre podi nella prova a cronometro del campionato nazionale.
Una volta appesa la bici al chiodo ha intrapreso l'attività di direttore sportivo, prima all'Orbea, e dal 2010 all'Euskaltel-Euskadi dove, tra gli altri, condivide il ruolo con il fratello Igor.

## Palmarès
- 1992 (Artiach - Royal, una vittoria)

2ª tappa, 2ª semitappa Cinturón Ciclista Internacional a Mallorca (cronometro)
- 1994 (Artiach, una vittoria)

6ª tappa Vuelta y Ruta de Mexico (Leon > Aguascalientes)
- 1996 (Euskaltel - Euskadi, una vittoria)

4ª tappa Vuelta a Asturias (Villaviciosa > Gijón)
- 1998 (Euskaltel - Euskadi, una vittoria)

2ª tappa Grand Prix Jornal de Noticias (Coimbra > Pinhel)
- 1999 (Vitalicio Seguros - Grupo General, una vittoria)

1ª tappa Vuelta a Asturias (Gijón > Gijón)
- 2000 (Vitalicio Seguros - Grupo General, tre vittorie)

17ª tappa Giro d'Italia (Meda > Genova)
Campionati spagnoli, Prova in linea
15ª tappa Vuelta a España (Cangas de Onís > Gijón)

### Altri successi
- 1991

Bayonne
- 1992 (Artiach - Royal)

Vuelta a Costa Blanca
- 1996 (Euskaltel - Euskadi)

1ª tappa, 2ª semitappa Vuelta Ciclista a la Rioja (Calahorra, cronosquadre)
- 1997 (Euskaltel - Euskadi)

1ª tappa, 2ª semitappa Vuelta Ciclista a la Rioja (Calahorra, cronosquadre)
- 2001 (O.N.C.E. - Eroski)

2ª tappa, 2ª semitappa GP Internacional MR Cortez-Mitsubishi (Portela de Sintra > Pero Pinheiro, cronosquadre)
- 2002 (O.N.C.E. - Eroski)

4ª tappa Tour de France (Epernay > Château-Thierry, cronosquadre)
- 2003 (O.N.C.E. - Eroski)

1ª tappa Vuelta a Catalunya (Salou > Vilaseca, cronosquadre)

## Piazzamenti

### Grandi giri
- Giro d'Italia

2000: 49º
2001: 70º
- Tour de France

1999: 24º
2001: ritirato (19ª tappa)
2002: ritirato (10ª tappa)
2003: 122º
- Vuelta a España

1993: ritirato (16ª tappa)
1994: 95º
1995: 72º
1996: 62º
1997: ritirato (5ª tappa)
1998: 7º
1999: 56º
2000: ritirato (21ª tappa)

### Classiche monumento
- Milano-Sanremo

1999: 72º
- Giro delle Fiandre

2002: ritirato
2003: ritirato
- Parigi-Roubaix

2003: ritirato
- Liegi-Bastogne-Liegi

1999: ritirato

### Competizioni mondiali
- Campionati del mondo

Stoccarda 1991 - In linea dilettanti: 40°
Benidorm 1992 - Cronometro a squadre: ritirato
Valkenburg 1998 - In linea: ritirato
Verona 1999 - Cronometro: 14º
Verona 1999 - In linea: ritirato
- Giochi olimpici

Barcellona 1992 - Cronosquadre: 5°